# Georges Delaw
Georges Delaw de son vrai nom Henri Georges Deleau (né le 4 septembre 1871 à Sedan et mort le 8 décembre 1938 à Paris) est un dessinateur, décorateur et illustrateur français.

## Biographie

### Son enfance
Son père est originaire d'Herbeumont en Belgique. Son grand-père paternel est meunier à Herbeumont. Son grand-père maternel tient un café rue Turenne à Sedan, puis fonde le café des Soquettes, dans la même ville, sur la place Turenne et à proximité de la Meuse. C'est dans cet établissement que le père de Georges Delaw, Jean Hubert Deleau, modeste garçon de café, côtoie la fille du patron, Elisa Camille Notaux, et l'épouse en septembre 1866. Ce café bien connu sert d'hôpital pendant le siège de Sedan en 1870, on y opère les blessés sur les billards, l'établissement retrouvant à la fin du conflit un caractère plus ludique. Henri Georges Deleau naît alors que le siège de Sedan se termine, le jour même de la proclamation de la Troisième République.
Le garçon passe sa petite enfance entre la ville de Sedan et la campagne, chez ses grands-parents à Herbeumont. Élève au collège Turenne de Sedan, il y rencontre Jules Depaquit. Celui-ci, de deux ans son aîné, est le fils d'une des personnalités qui comptent à Sedan, Édouard Depaquit, un ingénieur des Pont et Chaussées qui a mené brillamment un projet d'extension, de transformation et de réurbanisation de la ville ardennaise. Une ville meurtrie par la guerre franco-allemande de 1870 mais paradoxalement à l'apogée de son développement économique ! Les deux adolescents, tous deux doués pour les croquis, deviennent des amis. Ils font leurs premières armes en dessinant pour un journal de collégiens, un fanzine avant la lettre, Le blagueur, qui ne dépasse pas les cinq numéros, puis en écrivant une pièce de théâtre, La Ribaude, qui fait l'objet de répétitions bien arrosées mais sans suite.

### Son parcours
Il s’installe à Paris, ou plus exactement dans le village de Montmartre, en 1893, avec son compatriote Jules Depaquit.  Leur premier refuge sur la butte est l'hôtel du Poirier, place Ravignan (aujourd'hui dénommée Place Émile-Goudeau), à côté du futur Bateau-Lavoir.
Il devient un des piliers du cabaret Le Chat Noir, y créant des pièces de théâtre d'ombres très à la mode, et commence à collaborer dans un journal humoristique, La Vie drôle, bientôt suivi d'autres journaux. Il fréquente une bande de joyeux crayonneurs, et bientôt, plus largement, toute la communauté artistique vivant à Montmartre à cette époque. C'est dans ces premières années parisiennes qu'il adopte le nom de Georges Delaw.
Il trouve ensuite un logis dans une petite maison en haut de la rue du Mont-Cenis, qui a un air provincial avec son sol pavé de carreaux rouges, la grosse horloge de l’entrée, et les rideaux de mousseline des fenêtres aux rebords garnis de pots de jacinthes. Avec comme décoration des pipes au râtelier, et de grandes peintures à la détrempe,.
Il illustre de nombreux livres. Il est très attaché aux illustrations pour enfants  comme Les premières années de Collège d'Isidore Torticolle. Il collabore à des journaux satiriques comme Le Rire où il publie notamment Les Aventures du Capitaine la Brandade. Durant 38 ans, il offre également aux lecteurs de ce journal un dessin en couleur sur la dernière page du journal. Il dessine également pour la revue Fantasio. Il s'intéresse au fées et aux lutins, mais caricature aussi les petits travers de la société et reste attaché à sa région natale. Il est cité dans le premier numéro de La Nouvelle Revue française. Il se qualifiera d' « Ymagier de la Reine ».

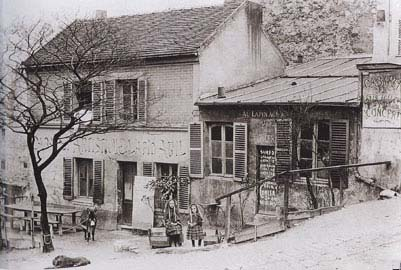
Le Lapin Agile, à la fin du XIXe siècle.

Il devient aussi un des habitués du Lapin agile, autre lieu de ralliement avant la Première Guerre mondiale. Autour de Frédéric Gérard dit Frédé, le patron du cabaret, sont très souvent attablés dans les années 1910 Georges Delaw, Jules Depaquit toujours, Pierre Mac Orlan, Maurice Sauvayre, Max Jacob, Georges Tiret-Bognet, André Warnod, Aristide Bruant, Jehan-Rictus, Francis Carco, Léon-Paul Fargue, puis Roland Dorgelès, Jean-Gabriel Daragnès et Gus Bofa. Une communauté artistique brillante, libertaire, vivant en amitié et sans l'sous, et non dénuée d’auto-dérision.  En 1910, une toile, Et le soleil s'endormit sur l'Adriatique, peinte par la queue de Lolo, l'âne de Frédé, est présentée au Salon des indépendants. La butte réunit encore un mélange d'autochtones, d'artistes, de marginaux mais également de voyous, avec une cohabitation qui n'était pas tous les jours facile.  Avant que les beaux quartiers de Paris ne viennent s'y amuser et contempler les excentriques...
Il part combattre pendant la Première Guerre mondiale, et participe en particulier à la bataille de Verdun.
À son retour, il reprend pleinement son activité d'illustrateur. Il dessine pour ses propres ouvrages, et pour ceux de grands écrivains, dont Anatole France, Francis Jammes, Jules Renard, ou Charles Perrault. Il participe à une revue ardennaise, La Grive, et illustre  des recueils de légendes ardennaises, ou des œuvres d'un autre compatriote, Paul Renaudin.
Il prend plaisir également à intervenir comme  décorateur, pour des décors de théâtre, pour de grands magasins, mais aussi pour des particuliers ou encore pour des pouponnières. Il dispose d'un atelier au 20 rue Durantin, une grande verrière sous les toits. Il y réalise le portrait de Francis Jammes qui lui a dédicacé son portrait “Au grand Delaw”.
À la fin de sa vie, il souffre d'une paralysie du côté droit à la suite d'une congestion cérébrale, vit modestement. Une souscription est lancée par ses amis pour l'aider. De la main gauche, il écrit un an avant sa mort les souvenirs de ses années d'enfance heureuses, le beau voyage, entre Sedan et Herbeumont.
Il meurt le 8 décembre 1938 en son domicile, au no 74, rue des Couronnes dans le 20e arrondissement, et est inhumé à Varennes-Jarcy.

## Le dessinateur et son style
Delaw possède une large palette, avec des dessins quelquefois très épurés et un trait ferme, et d'autres dessins grouillant au contraire de personnages et de petits détails.
Avec ses séries « La première année d'Isidore Torticolle » ou « Les mille et un tours de Placide Serpolet », il participe à l'invention de la bande dessinée, avec des images en séquence, quelquefois dans des cases qui se suivent, mais sans bulles. Comme d'autres dessinateurs à la même époque, puisqu'on retrouve ce procédé dans les aventures de Bécassine, de Joseph Pinchon, ou dans Les Facéties du sapeur Camember, de Christophe ainsi que dans d'autres séries de ce dernier auteur, notamment la Famille Fenouillard, l'Idée fixe du savant Cosinus, ou les Malices de Plick et Plock.
Il est très proche de la gravure notamment lorsqu'il illustre Poil de Carotte et se rapproche aussi des Nabis, comme Felix Vallotton, qu'il côtoie au cabaret du Chat noir, ou de l'école de Pont-Aven. En particulier, il travaille par à-plats, sans utiliser de dégradés. Sa façon de travailler les noirs dans certaines de ses œuvres le relie également au style japonais que pratique Henri Rivière.
« Le miracle de Georges Delaw, c'est d'avoir emmagasiné dans son enfance et sa jeunesse ardennaise le suc dont il fera le miel de son œuvre. Il a puisé toute sa vie dans ce vivier inépuisable qu'est la mémoire d'un enfant éveillé, dans ce tabernacle du folklore qu'était sa vieille Ardenne. ».

## Le décorateur
Parmi son activité de décorateur, on citera :
- la maison  du critique Arsène Alexandre ;
- Un salon de la villa Arnaga d’Edmond Rostand à Cambo-les-Bains[18] ;
- les salons du paquebot Aramis des  Messageries maritimes ;
- des décors de théâtre pour  Charles Dullin et Louis Jouvet.

## L'illustrateur

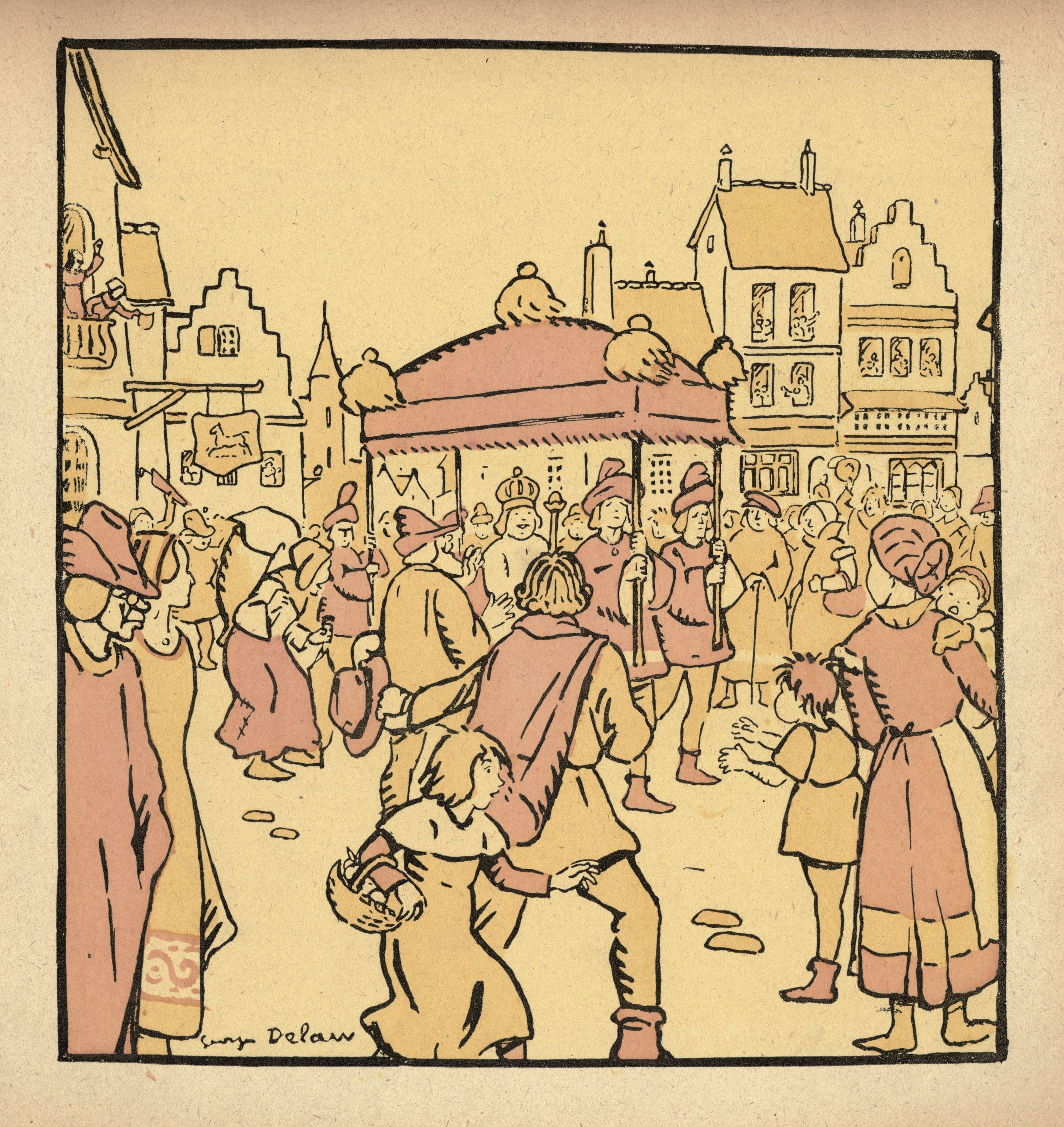
Dessin pour les Contes d'Andersen (Éditions de La Sirène, 1920).

Principaux livres illustrés par Delaw :
- Rodolphe Bringer, La Mère Michel, Paris, Pierre Lafitte & Cie.
- Francis Jammes : Le Roman du lièvre - Aquarelles
- Anatole France : La Comédie de celui qui épousa une femme muette - Aquarelles
- Vincent Hyspa : Chansons d'humour
- Georges Ponsot :  Le Roman de la rivière.
- Max et Alex Fischer : Camembert sur Ourcq.
- Gabriel Pierné : Voyez comme on danse - Chansons de jeu et rondes enfantines.
- Gabriel Pierné : En Avant, Fanfan la Tulipe ! Chants Militaires et Chansons de Route
- Maurice-Edme Drouard : Montmartre. Trente croquis (1913), préface, Galerie Charles Vildrac, 1915.
- Contes d'Andersen, 1920.
- Caruel, d'Acremont, Secheret, Vaillant : Légendes ardennaises, 1929.
- Paul Yaki : Montmartre, terre des artistes.

## Les principaux journaux et périodiques auxquels il a collaboré

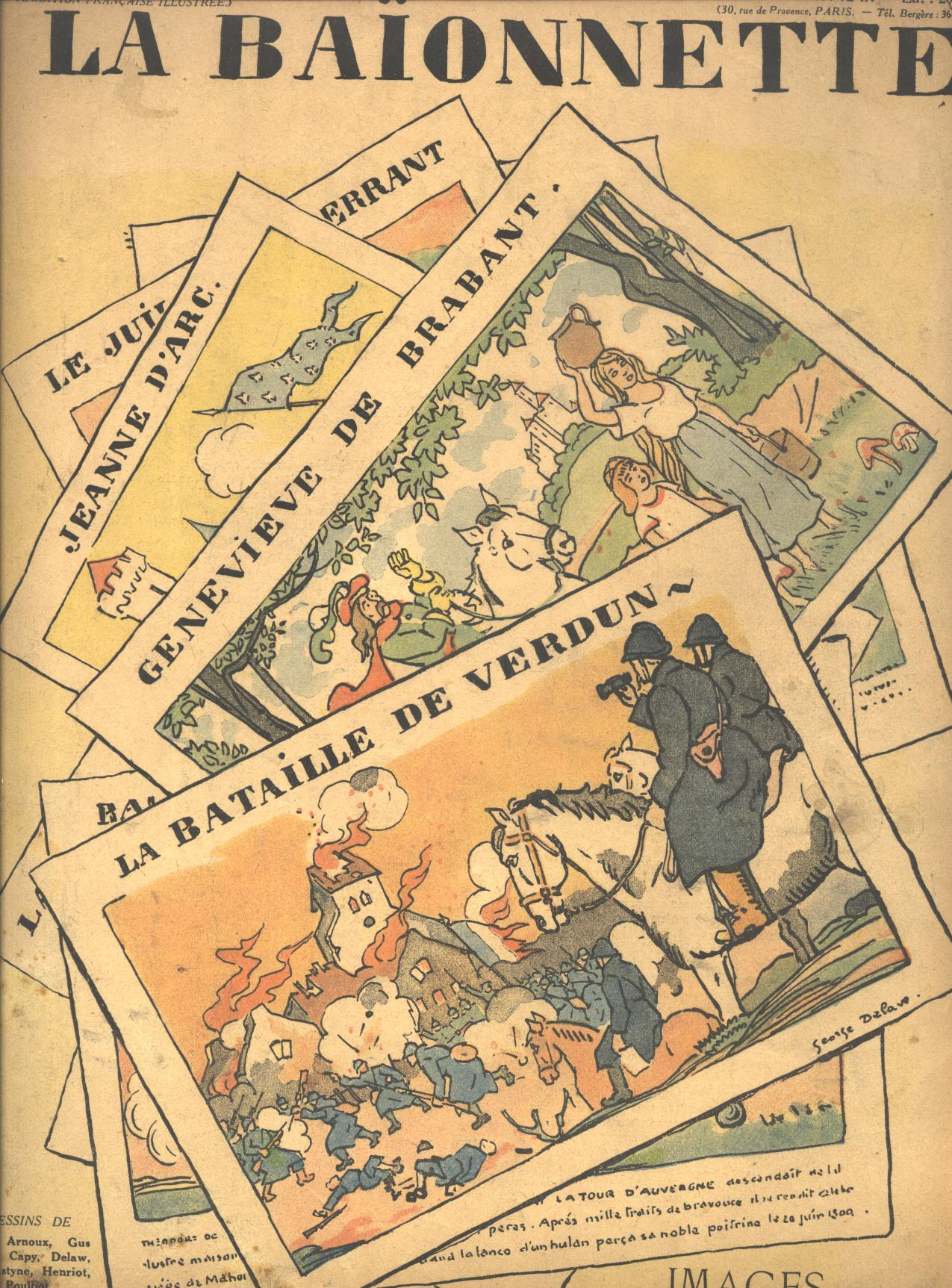
Couverture de La Baïonnette (février 1917).

- Wallonia

## Publications
- Les premières années de Collège d'Isidore Torticolle, Gallica, Consultable sur le site de la Bibliothèque nationale
- Contes de nourrices et histoires de brigands, Gallica, Consultable sur le site de la Bibliothèque nationale

### Sources
Ouvrages et articles sur Georges Delaw, utilisées dans cet article, classées par année de parution.
- Régis Gignoux, « La vie de Paris : le coq interdit », le quotidien français Le Figaro,‎ 29 septembre 1909, p. 1 (lire en ligne).
- « Avant le rideau - La revue des Folies Bergère », le quotidien français Le Figaro,‎ 30 octobre 1912, p. 4 (lire en ligne).
- « Georges Delaw est mort », le quotidien français Le Figaro,‎ 10 décembre 1938, p. 2 (lire en ligne).
- Gaëtan Sanvoisin, « Au jour le jour, Georges Delaw, chasseur d’images », le quotidien français : le Journal des débats politiques et littéraires,‎ 16 décembre 1938, p. 2 (lire en ligne).
- Samuel Gulliver, « Gazette du capitaine Gulliver : l'imagier de la Reine », le quotidien français L'Ouest-Éclair,‎ 25 décembre 1938, p. 5 (lire en ligne).
- André Billy, « Propos du samedi : Georges Delaw », le quotidien français Le Figaro - Supplément : Le Figaro littéraire,‎ 22 avril 1939, p. 6 (lire en ligne).
- Jean-Paul Vaillant, « Devant le café des Soquettes », le quotidien français L'Ardennais,‎ 26 juin 1951.
- P. Salmon, « Gens de chez nous ; Georges Delaw ...  vous connaissez », la revue Le Pays Sedanais, no 14,‎ 1987, p. 2-26.
- Marcel Charles Desban et Louis Lemarchal, « Georges Delaw, l'Imagier de la Reine », la revue Les Amis de l'Ardenne, no 1,‎ 26 juin 2003, p. 1-11.
- Rédaction L'Union, « Delaw ou Deleau ? », le quotidien français L'Union,‎ 29 janvier 2011 (lire en ligne).
- Yanni Hureaux, « Un, deux, trois nous irons au bois… », le quotidien français L'Union,‎ 26 février 2011 (lire en ligne).
- Rédaction L'Union, « Un précurseur de la BD ? », le quotidien français L'Union,‎ 29 janvier 2012 (lire en ligne).
- Dominique Berthéas, « Georges Delaw, illustrateur sans frontière », le quotidien français L'Union,‎ 29 janvier 2012 (lire en ligne).
- Orianne Roger, « Hommage à l'illustrateur sedanais Georges Delaw », le quotidien français L'Union,‎ 15 février 2012 (lire en ligne).
- Orianne Roger, « Delaw : se rappeler son univers », l'hebdomadaire français La Semaine des Ardennes, no 138,‎ 3 mai 2012, p. 15 (lire en ligne).
- Jean-Luc Bodeux, « Georges Delaw remis en lumière », le quotidien belge Le Soir,‎ 30 mai 2012, p. 15 (lire en ligne).
- Marc Desenne, Delaw, l'Ymagier (1871-1938), Éditions Weyrich, 2012.

Sources sur Montmartre, citant Georges Delaw, utilisées dans cet article, classées par année de parution.
- André Warnod, Le vieux Montmartre, Éditions Figuière, 1911, 211 p. (lire en ligne).
- Francis Carco, « De Montmartre au Quartier latin. III », la Revue de Paris,‎ septembre 1926, p. 357-384 (lire en ligne).
- Roland Dorgelès, Au bon temps de la butte, Éditions Albin Michel, 1963.

### Vidéos
- TV Lux, Avec la participation de Pierre Dubois et de Marc Desenne, « Herbeumont: un livre pour sortir Georges Delaw de l'oubli », 1er mai 2012 (consulté le 1er janvier 2013)

### Notices
- Notices d'autorité :   - VIAF
  - ISNI
  - BnF (données)
  - IdRef
  - LCCN
  - GND
  - Belgique
  - Pays-Bas
  - Pologne
  - Israël
  - NUKAT
  - WorldCat
- Dictionnaire biographique, mouvement ouvrier, mouvement social : notice biographique.
- L'Éphéméride anarchiste : notice biographique.
- Dictionnaire international des militants anarchistes : notice biographique.
- René Bianco, 100 ans de presse anarchiste : notice.